# Arthur & Bond

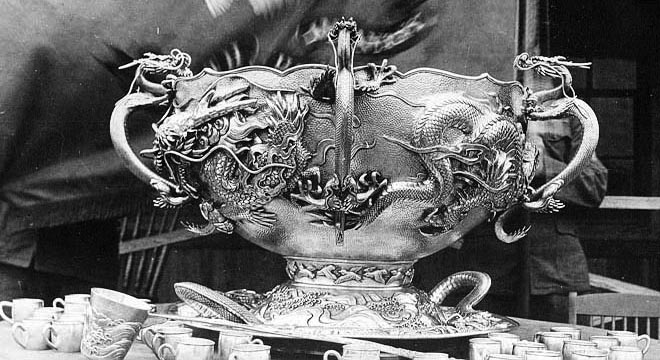
Liscum-Schale von Arthur & Bond

Arthur & Bond (auch Arthur, Bond and Company) war ein Geschäft und Hersteller für Kunsthandwerk im Yokohama der späten Meiji- und Taishō-Ära. Die Firma wurde unter anderem durch die Herstellung der Liscum-Schale im Jahr 1902 international bekannt. Arthur & Bond war einer der bekanntesten Silberschmiede Japans.

## Geschichte
Arthur & Bond wurde 1890 von den Briten Horace Frank Arthur und William Robert Bond gegründet. Das Geschäft befand sich an der Adresse 38 Water Street (水町通り Mizumachi-dōri) im Viertel der Kolonialmächte im Vertragshafen Yokohama. Im Jahr 1895 verließ Bond die Firma. Im selben Jahr wurde eine Niederlassung an der Adresse 52 St. Mary Axe in London gegründet unter dem Geschäftsführer William F. Arthur, der 1899 die Firma verließ. Im Jahr 1897 wurde Alfred McKardy Delf Teilhaber und 1899 ebenso Percy J. Delf und Lawrence D. Abraham. 1899 eröffnete die Firma eine Niederlassung in Kōbe an der Adresse 90 Concession, die von Abraham geleitet wurde. Percy J. Delf wurde 1899 Leiter der Londoner Niederlassung und verließ die Firma 1904. Daraufhin wurde die Londoner Niederlassung von Alfred McKardy Delf geleitet.
Die Firma handelte mit Porzellan, Cloisonné, Elfenbeinschnitzereien, Brokatstoffen, Möbeln und Haushaltsgegenständen. Daneben stellte sie, wie auch die lokalen Konkurrenten Samurai Shōkai und Kōnoike Yokichi, Silberwaren her und wie Samurai Shōkai in Sterling-Silber mit einem Silberstempel ausschließlich in lateinischer Schrift. Verarbeitungsmethoden der Werke waren Gravieren, Treiben und Einlegearbeiten. Als Dekorationsmotive kamen sowohl traditionelle japanische florale Motive wie Chrysanthemen, Schwertlilien und Seerosen als auch für den Export traditionell chinesische Motive wie Drachen zum Einsatz. Yokohama war in der Meiji-Ära derjenige der fünf internationalen Häfen Japans, der Tōkyō mit 20 Meilen Entfernung am nächsten lag. Zudem war Yokohama damals der größte Exporthafen Japans.
Im Jahr 1902 beauftragte der chinesische General Li Hongzhang bei Arthur & Bond die Liscum-Schale als Geschenk der Qing-Dynastie an die 9. Infanteriedivision der Vereinigten Staaten von Amerika zum Dank für die Unterstützung beim Boxeraufstand. Sie wurde am 2. November 1902 nach 8 Monaten Arbeit fertiggestellt, wiegt 41 Kilogramm und fasst 53 Liter. Sie ist eine der schwersten und wertvollsten Punsch-Schalen der Welt. Danach liefen die Geschäfte schlechter und 1910 bestand die Firma nur noch aus zwei Mitarbeitern, Arthur und sein Assistent Ch. Aslet, der 1916 entlassen wurde. Im Jahr 1920 wurde die Firma an die US-Amerikaner Dan F. Morrison and R. E. Thompson verkauft. Ein Jahr später wurden Niederlassungen an der Adresse 683 Sutter street in San Francisco sowie 512 Fifth Avenue in New York eröffnet und die Firma spezialisierte sich auf den Export von Seide in die USA. Beim Kantō-Erdbeben am 1. September 1923 wurde das Geschäft vollständig zerstört. Ein neunteiliges Teeservice von Arthur & Bond mit Schwertlilien und Brücken nach einer Episode aus Ise Monogatari befindet sich in der Garrett Collection.
Der japanische Schriftsteller Tanizaki Jun’ichirō erwähnte Arthur & Bond in seiner Kurzgeschichte Aguri von 1922.

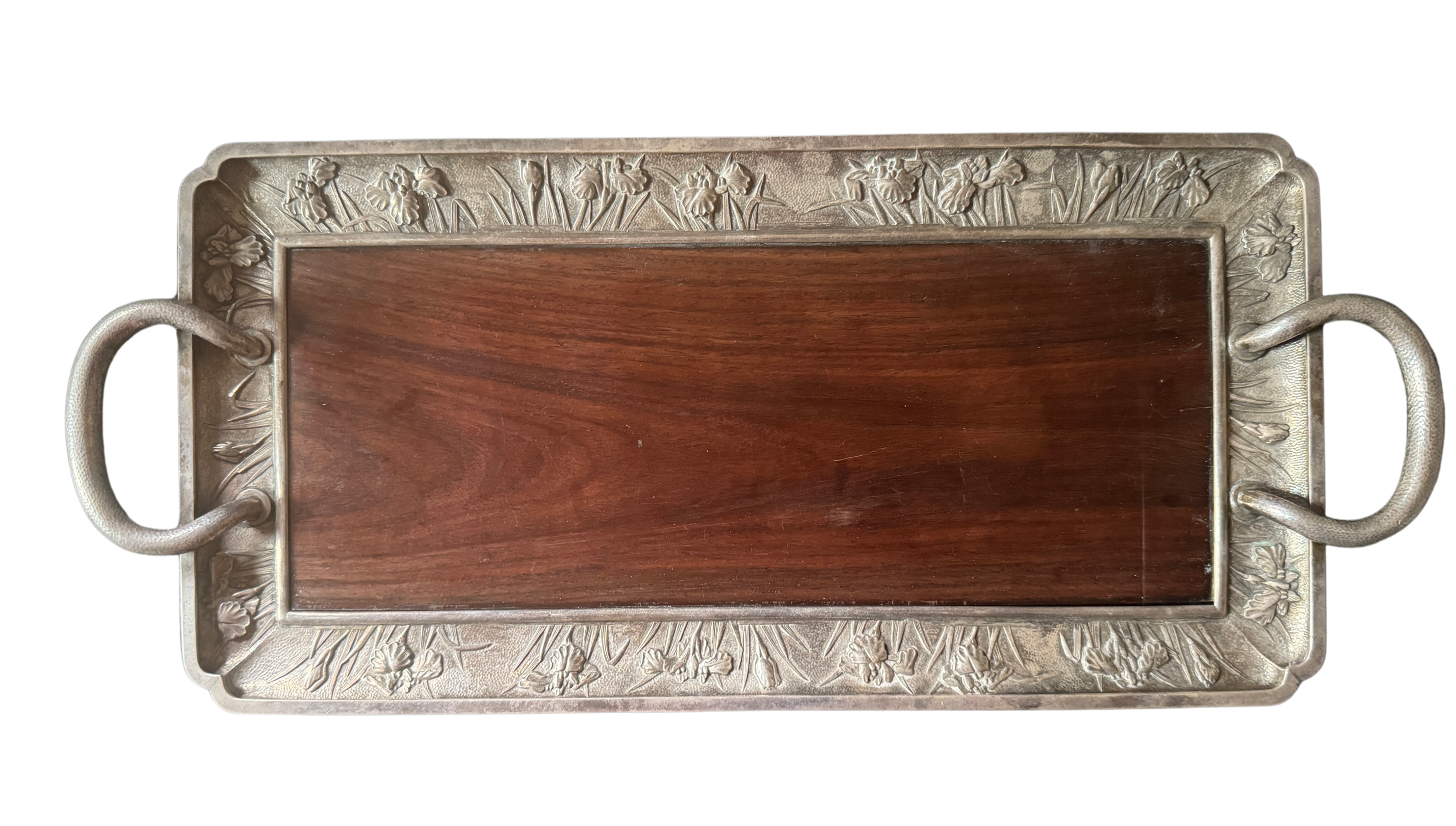
Tablett aus Silber und Holz, Oberseite
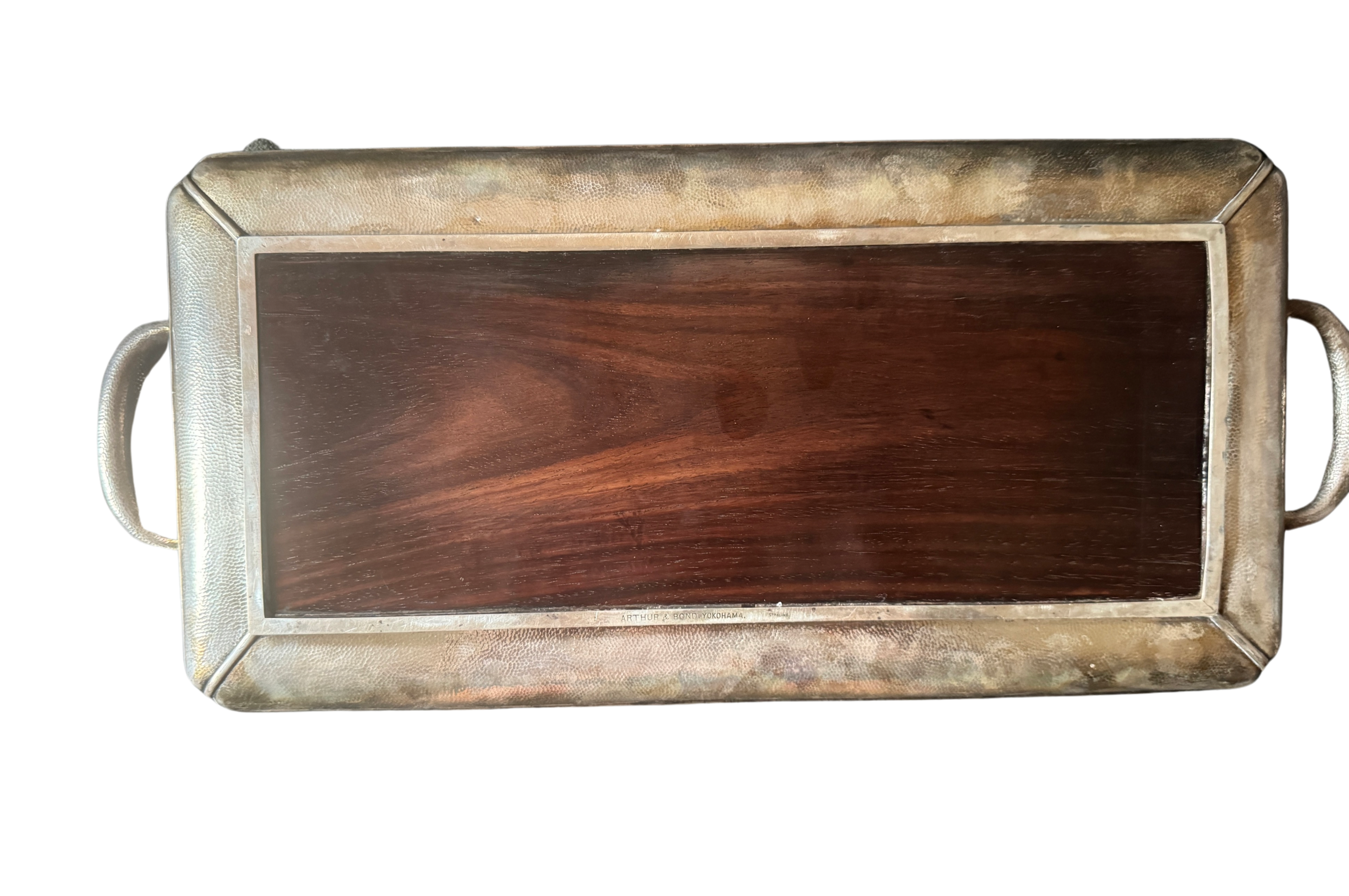
Tablett aus Silber und Holz, Unterseite
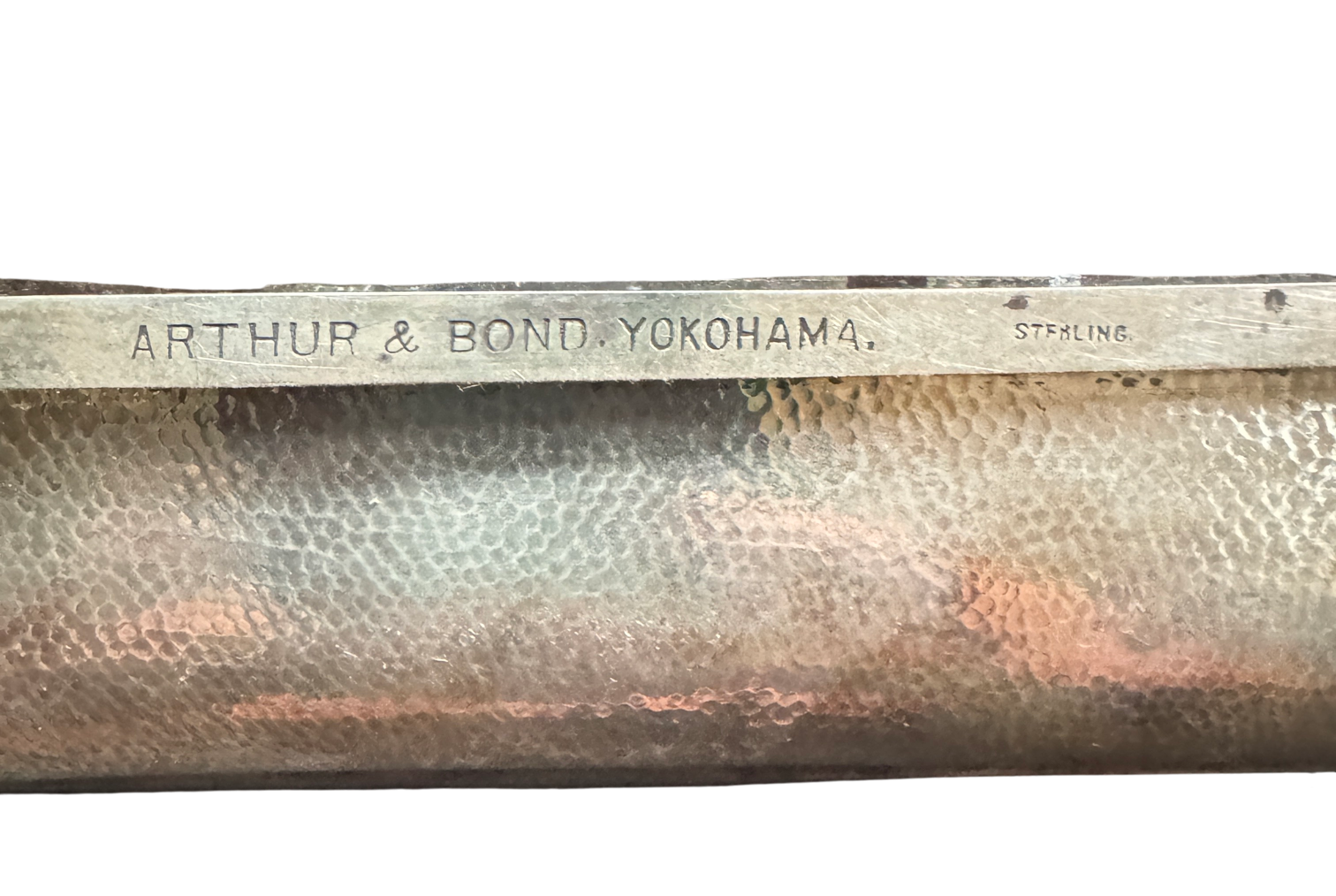
Silberstempel von Arthur & Bond